# Югоизточна Азия
Югоизточна Азия е регион в Азия, разположен на юг от Китай, на изток от Индия, на северозапад от Австралия и на запад от Нова Гвинея.
Това е регион, който се отделя освен от чисто географска, също и от геологична гледна точка. Дели се на 2 подрегиона – континентална част и островна част. Континенталната включа п-в Индокитай и п-в Малака, а островната – най-големия в света Малайски архипелаг. Последният обхваща някои от най-големите острови на Земята – Нова Гвинея, Борнео, Суматра, Сулавеси, Ява и др., като Нова Гвинея (поделена между Индонезия на запад и Папуа Нова Гвинея на изток) единствена от големите острови не е считана към Югоизточна Азия, а е причислявана към Океания.

## География

### Релеф
Югоизточна Азия има изключително разнообразен релеф. Тук има както големи низини и долини, като тези около реките Менам (Тайланд) и Иравади (Мианмар) и източните части на Суматра, така и високи планини и дълги планински системи, а също и вулкани. Малайският архипелаг е зона на активен вулканизъм. Там има над 140 активни вулкана (вкл. 128 в Индонезия), повече откъдето и да е по света. Освен това вулканите от тази част на света са и най-мощни. Най-емблематичен е случаят с вулкана Кракатау на едноименния остров, чието изригване през 1883 г. е сред най-големите катаклизми в човешката история, или с вулкана Тамбора на остров Сумбава, който изхвърля рекордно количество вулканични материали през 1815 г.

### Флора и фауна
Югоизточна Азия притежава и изключително богата флора и фауна, сред най-разнообразните на нашата планета. В този регион се срещат уникални растителни и животински видове, които не се срещат в други части на Азия и дори на света. Тук има голям брой ендемити, особено на островите. Значителна част от Югоизточна Азия е заета от дъждовни екваториални и тропични гори.

### Климат
Типични за Югоизточна Азия са мусоните, периодични ветрове, които носят огромни количества валежи. На п-в Индокитай климатът е субекваториален. Температурите са високи през цялата година (30 – 36 °С), а валежите определят 2 периода на годината – сух и влажен. Когато по време на зимата в северното полукълбо азиатският континент се охлажда, точката на ниското налягане се намира на юг, което води до промяна на атмосферната циркулация и поради това въздушните маси са насочени от сушата към морето (сух сезон). Когато континентът обаче се затопли през пролетта, въздушните маси сменят посоката си и носят обилни валежи, тъй като посоката им е от морето към сушата. В района на екватора обаче, където е разположен Малайският архипелаг, климатът е екваториален и валежите са обилни през цялата година. Влиянието на мусоните тук, за разлика от Индокитай, е незначително.

### Страни
Континентална Югоизточна Азия включва: Виетнам, Камбоджа, Лаос, Мианмар, Тайланд.
Островна Югоизточна Азия включва: Бруней, Източен Тимор, Индонезия (без Нова Гвинея), Малайзия, Сингапур, Тайван, Филипините.
Малайзия е и в двата подрегиона, тъй като нейната западна част е разположена на п-в Малака, а източната е на остров Борнео.
| Държава       | Площ          | Население   | Столица             | Официален език                          |
| ------------- | ------------- | ----------- | ------------------- | --------------------------------------- |
| Бруней        | 5765 km²      | 460 345     | Бандар Сери Бегаван | малайски                                |
| Виетнам       | 331 690 km²   | 96 208 984  | Ханой               | виетнамски                              |
| Източен Тимор | 14 919 km²    | 1 340 513   | Дили                | португалски, тетун                      |
| Индонезия     | 1 904 570 km² | 267 670 543 | Джакарта            | индонезийски                            |
| Камбоджа      | 181 035 km²   | 15 288 489  | Пном Пен            | кхмерски                                |
| Лаос          | 236 800 km²   | 7 123 205   | Виентян             | лаоски                                  |
| Малайзия      | 330 290 km²   | 32 730 000  | Куала Лумпур        | малайски                                |
| Мианмар       | 676 577 km²   | 53 582 855  | Найпидо             | бирмански                               |
| Сингапур      | 719 km²       | 5 453 600   | Сингапур            | английски, малайски, китайски, тамилски |
| Тайланд       | 513 119 km²   | 69 758 935  | Банкок              | тайски                                  |
| Филипини      | 343 448 km²   | 102 939 500 | Манила              | филипински, английски                   |

## Икономика
В исторически план икономиката на Югоизточна Азия е силно повлияна от колониалните интереси на европейски сили, като Португалия и Нидерландия, а по-късно също Великобритания и Франция. Дори преди прогресивно засилващото се влияние на тези държави обаче регионът е бил от съществено значение за търговията на подправки, като джинджифил, карамфил, пипер и индийско орехче.
Първоначално установена от арабите и индийците, по-късно тя привлича вниманието и на европейски колонизатори, които постепенно започват да налагат своите интереси. Икономическата им намеса скоро прераства в геополитическа, тъй като европейските търговци започват да търсят начини за разширяване и подсигуряване на дейността си, което довежда до анексия на територии. В резултат нидерландците се установяват в Индонезия, британците – в Малайзия, а французите – в Индокитай. Това довежда до развитие на търговията, инфраструктурата и технологиите в района: възникват нови икономически отрасли – като минната промишленост; увеличава се износът на ориз за сметка на този на захар и платове; развиват се транспортните услуги. След 1950-те години икономическото развитие на почти всички капиталистически държави в региона води до градска индустриализация, макар земеделието да остава основен отрасъл в много от тях.
През 1967 г. се създава Асоциацията на страните от Югоизточна Азия (АСЕАН) – политически, икономически и културен съюз, в който от региона участват Бруней, Индонезия, Малайзия, Филипините, Сингапур, Тайланд, Виетнам, Мианмар, Камбоджа, Лаос. Оттогава се наблюдава значителен прираст в икономиката на тези страни.

### Селско стопанство
Първичният сектор, и в частност селското сопанство, е основен източник на доходи в почти всички страни от Югоизточна Азия. В Камбоджа и Лаос например този отрасъл осигурява постоянна работа за 2/3 от населението. Поради икономическите политики за развитие на вторичния и третичния сектор обаче все пак се наблюдава спад в заетостта.
Доминират оризовите плантации, макар че в по-сухите райони се отглеждат още царевица, маниока и бобови култури. Каучукът и палмовото масло са от съществено значение за стоковия износ на Малайзия, Индонезия и Северен Тайланд, докато от Филипините се експортират предимно кокосови орехи и захар. Други продукти за износ от региона са какаото, кафето и подправките. За местна консумация се отглеждат лют пипер, сладки картофи, фъстъци и тютюн, както и опиум в отделни части от Мианмар и Тайланд.
Риболовът има сравнително малък принос към брутния вътрешен продукт на страните от Югоизточна Азия. Развъждането обаче в специални язовири на аквакултури (като скарида, шаран и групер) допринася за утвърждаването му като отрасъл от международно значение в Индонезия, Малайзия, Тайланд и Филипините.

### Промишленост
Разрастването на вторичния сектор е сравнително скорошно явление – развитието му започва едва през 1960-те години с икономическо съдействие от АСЕАН.
В почти всички югоизточноазиатски държави най-развита е хранително-вкусовата промишленост. Изключение прави само Сингапур, където доминира производството на електротехника и транспортни съоръжения. Други съществени за региона индустрии са текстилната в Тайланд, Филипините и Мианмар и химическата – в Тайланд и Индонезия. От важно значение е и металургията – Тайланд, Малайзия и Индонезия са водещи производители на калай. В малки количества се добиват и обработват още и никел, хром и мед.